# Aéroport international de Pristina
L'aéroport international de Pristina (officiellement intitulé aéroport international de Pristina Adem Jashari) (code IATA : PRN • code OACI : BKPR) est le principal aéroport de la ville de Pristina au Kosovo. Il tient son nom d'un des principaux fondateurs et dirigeant de l'Armée de libération du Kosovo, Adem Jashari.

## Histoire
Le 12 juin 1999, peu de temps après la guerre du Kosovo, les troupes russes occupent l'aéroport, conduisant à une confrontation avec l'OTAN qui sera résolue pacifiquement.

## Situation
| Pristina Gjakova Batlava-Donja Penduha |

## Statistiques
Le graphique qui aurait dû être présenté ici ne peut pas être affiché car il utilise l'ancienne extension Graph, désactivée pour des questions de sécurité. Des indications pour créer un nouveau graphique avec la nouvelle extension Chart sont disponibles ici.

Voir la requête brute et les sources sur Wikidata.

## Compagnies aériennes et destinations

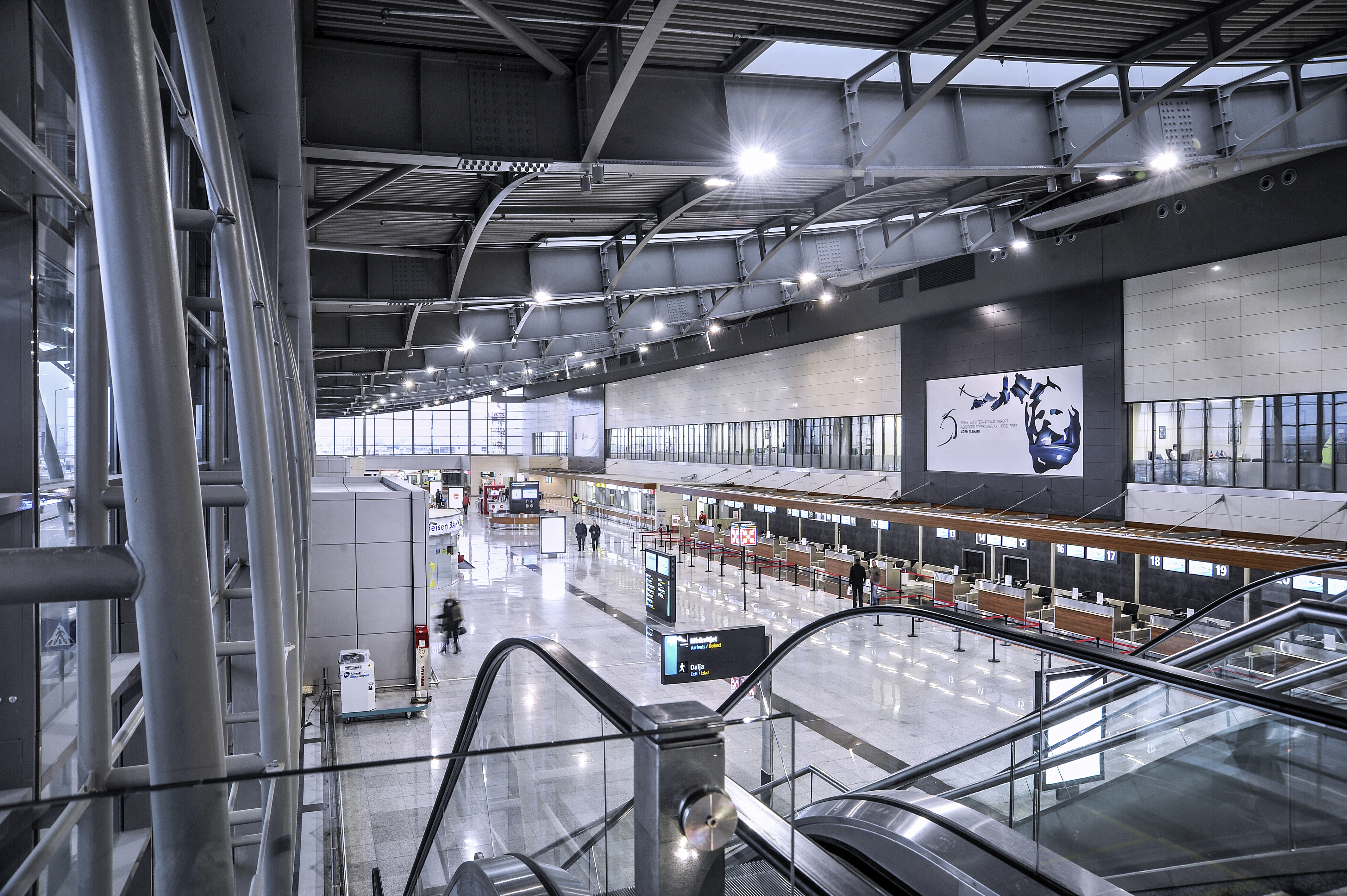
Vue de l'intérieur de l'aérogare.

| Compagnies                    | Destinations |
| ----------------------------- | --- |
| AJet                          | Istanbul-S. Gökçen En saison: Bodrum-Milas |
| ASL Airlines France           | En saison : Paris-Charles de Gaulle |
| Austrian Airlines             | Vienne-Schwechat |
| Chair Airlines                | Zurich |
| Condor                        | En saison charter: Düsseldorf |
| easyJet                       | Berlin-Brandebourg, Lyon-Saint-Exupéry (débute le 26 octobre 2025)                                                                                    |
| easyJet Switzerland           | Bâle-Mulhouse, Genève-Cointrin |
| Edelweiss Air                 | Zurich |
| Eurowings                     | - Düsseldorf, - Berlin-Brandebourg, - Francfort, - Hambourg-H.-Schmidt, - Hanovre, - Munich-F. J. Strauß, - Stuttgart, - Munich-F. J. Strauß - Zurich |
| GP Aviation                   | Paris-Charles de Gaulle En saison charter: Münster/Osnabrück, Nuremberg-A. Dürer                                                                      |
| Norwegian Air Shuttle         | Oslo-Gardermoen En saison : Copenhague-Kastrup, Helsinki-Vantaa, Stockholm-Arlanda                                                                    |
| Pegasus Airlines              | Istanbul-S. Gökçen |
| Sun Express                   | En saison : Antalya |
| Swiss International Air Lines | Genève-Cointrin |
| Trade Air                     | - Bâle-Mulhouse, - Düsseldorf, - Göteborg, - Helsinki-Vantaa, - Malmö, - Munich-F. J. Strauß, - Stuttgart En saison: Brême, Dortmund                  |
| TUI fly Belgium               | En saison: Bruxelles-National |
| Turkish Airlines              | Istanbul |
| Wizz Air                      | - Bâle-Mulhouse, - Dortmund, - Karlsruhe/Baden-Baden, - Londres-Luton, - Memmingen, - Milan-Malpensa, - Vienne-Schwechat                              |

Actualisé le 13/02/2023